# Katalin Rozsnyói
Katalin Rozsnyói (née le 20 novembre 1942 à Budapest) est une kayakiste hongroise qui a concouru de la fin des années 1960 à la fin des années 1970. Participant à une édition des Jeux olympiques, elle y remporte une médaille d'argent.

## Palmarès

### Jeux olympiques
- Jeux olympiques de 1968 à Mexico,  Mexique
  -  Médaille d'argent en K-2 500 m